# Leland M. Ford
Leland Merritt Ford (ur. 8 marca 1893 w Eureka, zm. 27 listopada 1965 w Santa Monica) – amerykański polityk, członek Partii Republikańskiej.

## Działalność polityczna
W okresie od 3 stycznia 1939 do 3 stycznia 1943 przez dwie kadencje był przedstawicielem 16. okręgu wyborczego w stanie Kalifornia w Izbie Reprezentantów Stanów Zjednoczonych.